# Ian Poveda
Ian Carlo Poveda-Ocampo (Londres, 9 de febrero de 2000) es un futbolista colombo-británico. Juega como Extremo o Mediocampista ofensivo y actualmente juega en el Sunderland A. F. C. de la Championship de Inglaterra.

## Trayectoria

### Brentford
Tras foguearse en las divisiones juveniles de Chelsea, Puerto Malagueño, Arsenal y Barcelona, Poveda entró a la cantera del Brentford en el año 2014. Fue miembro de la escuadra sub-15 que alcanzó la final Copa Milk en 2015 y jugó 15 partidos en la temporada 2015-2016 con su club, incluyendo tres apariciones en el equipo de reservas. Poveda abandonó el Brentford en julio de 2016, debido a la clausura de la academia juvenil del club.

### Manchester City
El 18 de julio de 2016, Poveda se unió a la academia juvenil del Manchester City. Fue miembro de la plantilla sub-18 que alcanzó la final de la FA Cup Youth 2016–17. El director técnico Pep Guardiola hizo debutar a Poveda en el equipo principal en enero de 2019, en un partido contra el club Burton Albion en el marco de la Copa de la Liga de Inglaterra.

### Leeds United
A finales de enero de 2020 llegó traspasado al Leeds United F. C. por pedido del entrenador argentino, Marcelo Bielsa. Estuvo durante un año y medio hasta que el 23 de agosto de 2021 abandonó temporalmente el club tras confirmarse su cesión al Blackburn Rovers F. C. para toda la temporada. La siguiente fue prestado al Blackpool F. C. Posteriormente regresaría al Leeds para luego volver a ser cedido el 1ro de febrero de 2024 al Sheffield Wednesday hasta la finalización de su contrato con el equipo de Yorkshire del Oeste.

### Sunderland A. F. C.
Finalizada su cesión en el Seffield Wednesday se convirtió en Agente Libre. Si bien originalmente se especuló con un regreso al club de Sheffield, el 24 de julio de 2024 se confirmó su fichaje por el Sunderland A. F. C. de la EFL Championship por las siguientes 3 temporadas con la posibilidad de extenderlo por 1 temporada más.

## Selección nacional

### Categorías juveniles
Poveda integró la nómina de la selección nacional inglesa sub-16 en 2015. Fue miembro de la selección inglesa sub-17 que ganó la Croatia Cup en 2016. En marzo de 2018, Poveda recibió su primer llamado para integrar una selección nacional en 18 meses. En esa oportunidad integró la selección sub-18 para enfrentar a las selecciones de Catar, Bielorrusia y Argentina en partidos amistosos. El jugador logró marcar tres goles en estos amistosos.

### Selección absoluta
Después de su experiencia con la selección inglesa sub-18, Ian expresó su deseo de representar a la selección colombiana de fútbol. El 15 de febrero de 2019, en un comunicado, la Federación Colombiana de Fútbol anunció que iniciará el proceso de evaluación de todos los jugadores tanto en Colombia como en el exterior, brindando una oportunidad para una posible convocatoria de Poveda.
El 4 de diciembre de 2023 es convocado por primera a la Selección Colombia por Néstor Lorenzo para los partidos amistosos contra las selecciones de Venezuela y de México, confirmando su decisión de representar a la selección colombiana a nivel mayor.
El 10 de diciembre de 2023 hace su debut con la Selección Colombia en la victoria 1-0 de la selección cafetera frente a Venezuela jugando 80 minutos del partido.

## Estadísticas

### Clubes
| Club                                 | Div.          | Temporada     | Liga  | Liga  | Liga  | Copas nacionales | Copas nacionales | Copas nacionales | Copas internacionales | Copas internacionales | Copas internacionales | Total | Total | Total |
| Club                                 | Div.          | Temporada     | Part. | Goles | Asis. | Part.            | Goles            | Asis.            | Part.                 | Goles                 | Asis.                 | Part. | Goles | Asis. |
| ------------------------------------ | ------------- | ------------- | ----- | ----- | ----- | ---------------- | ---------------- | ---------------- | --------------------- | --------------------- | --------------------- | ----- | ----- | ----- |
| Manchester City F. C. Inglaterra     | 1.ª           | 2018-19       | ―     | ―     | ―     | 1                | 0                | 0                | ―                     | ―                     | ―                     | 1     | 0     | 0     |
| Manchester City F. C. Inglaterra     | Total club    | Total club    | ―     | ―     | ―     | 1                | 0                | 0                | ―                     | ―                     | ―                     | 1     | 0     | 0     |
| Leeds United F. C. Inglaterra        | 2.ª           | 2019-20       | 4     | 0     | 1     | ―                | ―                | ―                | ―                     | ―                     | ―                     | 4     | 0     | 1     |
| Leeds United F. C. Inglaterra        | 1.ª           | 2020-21       | 14    | 0     | 0     | 2                | 0                | 0                | ―                     | ―                     | ―                     | 16    | 0     | 0     |
| Blackburn Rovers F. C. Inglaterra    | 2.ª           | 2021-22       | 10    | 1     | 2     | ―                | ―                | ―                | ―                     | ―                     | ―                     | 10    | 1     | 2     |
| Blackburn Rovers F. C. Inglaterra    | Total club    | Total club    | 10    | 1     | 2     | ―                | ―                | ―                | ―                     | ―                     | ―                     | 10    | 1     | 2     |
| Blackpool F. C. Inglaterra           | 1.ª           | 2022-23       | 24    | 2     | 1     | 2                | 1                | 1                | ―                     | ―                     | ―                     | 26    | 3     | 2     |
| Blackpool F. C. Inglaterra           | Total club    | Total club    | 24    | 2     | 1     | 2                | 1                | 1                | ―                     | ―                     | ―                     | 26    | 3     | 2     |
| Leeds United F. C. Inglaterra        | 2.ª           | 2023-24       | 7     | 0     | 0     | 3                | 0                | 0                | ―                     | ―                     | ―                     | 10    | 0     | 0     |
| Leeds United F. C. Inglaterra        | Total club    | Total club    | 25    | 0     | 1     | 5                | 0                | 0                | ―                     | ―                     | ―                     | 30    | 0     | 1     |
| Sheffield Wednesday F. C. Inglaterra | 2.ª           | 2023-24       | 10    | 0     | 1     | ―                | ―                | ―                | ―                     | ―                     | ―                     | 10    | 0     | 1     |
| Sheffield Wednesday F. C. Inglaterra | Total club    | Total club    | 10    | 0     | 1     | ―                | ―                | ―                | ―                     | ―                     | ―                     | 10    | 0     | 1     |
| Sunderland A. F. C. Inglaterra       | 2.ª           | 2024-25       | 6     | 0     | 0     | ―                | ―                | ―                | ―                     | ―                     | ―                     | 6     | 0     | 0     |
| Sunderland A. F. C. Inglaterra       | Total club    | Total club    | 6     | 0     | 0     | ―                | ―                | ―                | ―                     | ―                     | ―                     | 6     | 0     | 0     |
| Total carrera                        | Total carrera | Total carrera | 75    | 3     | 5     | 8                | 1                | 1                | ―                     | ―                     | ―                     | 83    | 4     | 6     |

### Selección
| Selección           | Año               | Amistosos | Amistosos | Amistosos | Mundial | Mundial | Mundial | Continental | Continental | Continental | Total | Total | Total |
| Selección           | Año               | Part.     | Goles     | Asis.     | Part.   | Goles   | Asis.   | Part.       | Goles       | Asis.       | Part. | Goles | Asis. |
| ------------------- | ----------------- | --------- | --------- | --------- | ------- | ------- | ------- | ----------- | ----------- | ----------- | ----- | ----- | ----- |
| Sub-16 Inglaterra   | 2015              | 8         | 1         | 0         | —       | —       | —       | —           | —           | —           | 8     | 1     | 0     |
| Sub-16 Inglaterra   | 2016              | 3         | 0         | 0         | —       | —       | —       | —           | —           | —           | 3     | 0     | 0     |
| Sub-16 Inglaterra   | Total             | 11        | 1         | 0         | —       | —       | —       | —           | —           | —           | 11    | 1     | 0     |
| Sub-17 Inglaterra   | 2016              | 3         | 0         | 0         | —       | —       | —       | —           | —           | —           | 3     | 0     | 0     |
| Sub-17 Inglaterra   | Total             | 3         | 0         | 0         | —       | —       | —       | —           | —           | —           | 3     | 0     | 0     |
| Sub-18 Inglaterra   | 2018              | 6         | 3         | 1         | —       | —       | —       | —           | —           | —           | 6     | 3     | 1     |
| Sub-18 Inglaterra   | Total             | 6         | 3         | 1         | —       | —       | —       | —           | —           | —           | 6     | 3     | 1     |
| Sub-19 Inglaterra   | 2018              | 4         | 1         | 0         | —       | —       | —       | 3           | 0           | 0           | 7     | 1     | 0     |
| Sub-19 Inglaterra   | 2019              | —         | —         | —         | —       | —       | —       | 3           | 1           | 0           | 3     | 1     | 0     |
| Sub-19 Inglaterra   | Total             | 4         | 1         | 0         | —       | —       | —       | 6           | 1           | 0           | 10    | 2     | 0     |
| Sub-20 Inglaterra   | 2019              | 1         | 2         | 0         | —       | —       | —       | 3           | 1           | 0           | 4     | 3     | 0     |
| Sub-20 Inglaterra   | Total             | 1         | 2         | 0         | —       | —       | —       | 3           | 1           | 0           | 4     | 3     | 0     |
| Total Inglaterra    | Total Inglaterra  | 25        | 7         | 1         | 0       | 0       | 0       | 9           | 2           | 0           | 34    | 9     | 1     |
| Absoluta · Colombia | 2023              | 2         | 0         | 0         | —       | —       | —       | —           | —           | —           | 2     | 0     | 0     |
| Absoluta · Colombia | 2024              | 0         | 0         | 0         | —       | —       | —       | —           | —           | —           | 0     | 0     | 0     |
| Absoluta · Colombia | Total             | 2         | 0         | 0         | —       | —       | —       | —           | —           | —           | 2     | 0     | 0     |
| Total selecciones   | Total selecciones | 27        | 7         | 1         | 0       | 0       | 0       | 9           | 2           | 0           | 36    | 9     | 1     |

## Palmarés

### Campeonatos nacionales
| Título           | Club                  | País       | Año  |
| ---------------- | --------------------- | ---------- | ---- |
| Copa de la Liga  | Manchester City F. C. | Inglaterra | 2019 |
| EFL Championship | Leeds United F. C.    | Inglaterra | 2020 |